# أمبا كولتور
أمبا كولتور (هانغل: 아메바 컬쳐) هي شركة تسجيلات كورية جنوبية. التي لديها عدد من الفنانين الهيب هوب الكوريين الجنوبيين, وتضم Primary, Dynamic Duo, و Zion.T.

## روابط خارجية
- الموقع الرسمي
- . على يوتيوب